# 中德比郡 (英國國會選區)

選區在德比郡的位置

中德比郡（英語：Mid Derbyshire），英國國會一郡選區，位於德比郡東南部，包括德比北部三個地方選區、埃里沃什西部和安伯瓦利中西部。
本區始設於1885年。1918年撤銷，2010年恢復。在2010年大選中保守黨的寶蓮·萊瑟姆以48.3%選票首度當選。